# Dournazac
Dournazac is een gemeente in het Franse departement Haute-Vienne (regio Nouvelle-Aquitaine) en telt 710 inwoners (2004). De plaats maakt deel uit van het arrondissement Rochechouart.

## Geografie
De oppervlakte van Dournazac bedraagt 35,2 km², de bevolkingsdichtheid is 20,2 inwoners per km².
De onderstaande kaart toont de ligging van Dournazac met de belangrijkste infrastructuur en aangrenzende gemeenten.

## Demografie
Onderstaande figuur toont het verloop van het inwonertal (bron: INSEE-tellingen).